# 橫濱媒體商務中心
橫濱媒體商務中心（日语：横浜メディア・ビジネスセンター）是日本神奈川縣橫濱市中區的一座高層建築。地上有13層，地下有2層。神奈川新聞社、神奈川電視台、橫濱市中小企業支援中心、關東學院大學等企業機構入駐該建築內。

## 外部連結

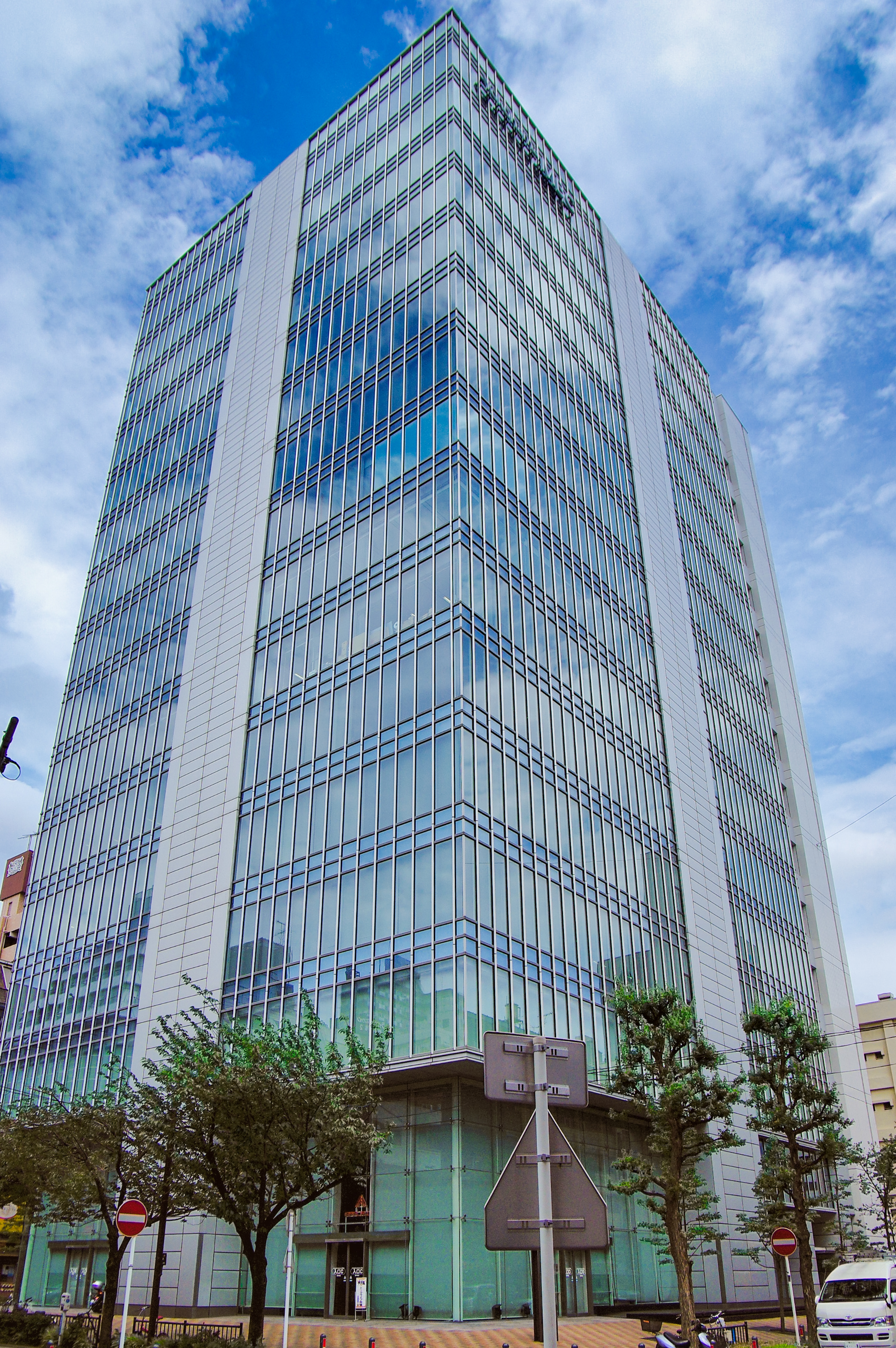

- 横浜メディア・ビジネスセンター (横浜市中区太田町)の賃貸オフィス情報 （页面存档备份，存于）
- 横浜メディア・ビジネスセンタービル （页面存档备份，存于）